# Thierry Laurey
Thierry Laurey es un exfutbolista y entrenador de fútbol francés. Actualmente sin club.

## Carrera como jugador
Laurey jugaba como defensa o centrocampista defensivo. Debutó a nivel profesional con el US Valenciennes Anzin en 1982. Cuatro años después, fue traspasado al Olympique de Marsella, que lo cedería una temporada al  Montpellier HSC. De ahí se incorporó al FC Sochaux en 1988, y también pasó por las filas del París Saint-Germain y del AS Saint-Étienne, sin mucha fortuna. Finalmente, regresó al Montpellier HSC, donde colgaría las botas en 1998.
Fue una vez internacional con Francia en marzo de 1989.

## Carrera como entrenador
Montpellier HSC
Tras retirarse como futbolista, permaneció en su último club, el Montpellier HSC, donde desarrollaría diferentes funciones: entrenador asistente, director del centro de formación, entrenador del equipo filial, de los juveniles... Finalmente, abandonó la entidad en 2006.
FC Sète y Amiens SC
En la temporada 2007-08 entrenó al FC Sète, equipo del Championnat National. Al año siguiente firmó por el Amiens SC de la Ligue 2, pero este equipo terminó descendiendo, por lo que Laurey fue destituido por el club en junio de 2009.
Saint-Étienne y Arles-Avignon
En marzo de 2011, fue contratado como ojeador por el AS Saint-Étienne, pero en noviembre de ese mismo año volvió a los banquillos de la mano del AC Arles-Avignon de la Ligue 2. Logró evitar el descenso del conjunto de Provenza sin perder ningún partido, y continuó al frente del mismo en la temporada siguiente, hasta su despido en noviembre de 2012 tras 6 derrotas consecutivas.
Gazélec Ajaccio
Poco después, el febrero de 2013, fichó por el GFCO Ajaccio. Aunque no pudo lograr la permanencia, siguió dirigiendo al equipo corso, y volvió a la Ligue 2 en 2014. Al año siguiente, dio la sorpresa y consiguió un histórico ascenso a la Ligue 1 con el GFCO Ajaccio.
Una vez en la máxima categoría, aunque el elenco francés solo obtuvo un punto y no logró marcar ningún gol en los 6 primeros partidos de la Ligue 1 2015-16, luego llegaron 4 victorias consecutivas que sacaron al equipo de los puestos de descenso, terminando la primera vuelta en una relativamente cómoda 12.ª posición. Pero posteriormente el equipo volvió a encadenar malos resultados, cayendo de nuevo a los puestos de descenso, y terminó hundiéndose y volviendo a la Ligue 2.
RC Strasbourg
El 31 de mayo de 2016, firmó un contrato de dos años con el Racing Club de Estrasburgo, equipo recién ascendido a la Ligue 2. Al mando del equipo de la Alsacia, sufrió un irregular comienzo de temporada, aunque concluyó la primera vuelta del torneo ocupando la 4ª posición. Finalmente, gracias a 7 victorias y 3 empates en las 10 últimas jornadas, consiguió el ascenso a la Ligue 1 como campeón de la categoría de plata. En su regreso a la élite, el Estrasburgo alcanzó la permanencia a falta de una jornada para el final de la Ligue 1 2017-18. El 23 de diciembre de 2018, tras finalizar la primera vuelta de la Ligue 1 en 7ª posición, renovó su contrato con el club por un año más. El 30 de marzo de 2019, ganó la Copa de la Liga tras imponerse en la tanda de penaltis al Guingamp. El 21 de marzo de 2020, el club volvió a ampliar su contrato por un año adicional. El 24 de mayo de 2021, el presidente del Estrasburgo confirmó que Laurey no iba a continuar en el banquillo la próxima temporada pese a que había vuelto a mantener al conjunto alsaciano en la Ligue 1.
Paris FC
El 20 de junio de 2021, se incorporó al Paris FC.

## Clubes

### Como jugador
| Club                  | País    | Año       | Partidos | Goles |
| --------------------- | ------- | --------- | -------- | ----- |
| US Valenciennes Anzin | Francia | 1982-1986 | 109      | 9     |
| Olympique de Marsella | Francia | 1986-1987 | 31       | 2     |
| Montpellier HSC       | Francia | 1987-1988 | 39       | 12    |
| FC Sochaux            | Francia | 1988-1990 | 81       | 15    |
| París Saint-Germain   | Francia | 1990      | 8        | 0     |
| AS Saint-Étienne      | Francia | 1991      | 27       | 4     |
| Montpellier HSC       | Francia | 1991-1998 | 221      | 10    |

### Como entrenador
| Equipo                     | Div.                | Temporada           | Liga  | Liga | Liga | Liga | Liga |       | Copa | Copa | Copa | Copa  |   | Internacional | Internacional | Internacional | Internacional | Internacional |   | Otros | Otros | Otros | Otros |     | Totales     | Totales | Totales | Totales | Totales | Totales | Totales | Totales |
| Equipo                     | Div.                | Temporada           | Part. | G    | E    | P    | Pos. | Part. | G    | E    | P    | Part. | G | E             | P             | Pos.          | Part.         | G             | E | P     | Part. | G     | E     | P   | Rendimiento | GF      | GC      | Dif.    |         |         |         |         |
| -------------------------- | ------------------- | ------------------- | ----- | ---- | ---- | ---- | ---- | ----- | ---- | ---- | ---- | ----- | - | ------------- | ------------- | ------------- | ------------- | ------------- | - | ----- | ----- | ----- | ----- | --- | ----------- | ------- | ------- | ------- | ------- | ------- | ------- | ------- |
| Sète Francia               | 3.ª                 | 2007-08             | 38    | 14   | 14   | 10   | 6.º  | 3     | 1    | 2    | 0    | -     | - | -             | -             | -             | -             | -             | - | -     | 41    | 15    | 16    | 10  | 49.6%       | 43      | 32      | +11     |         |         |         |         |
| Sète Francia               | Total               | Total               | 38    | 14   | 14   | 10   | -    | 3     | 1    | 2    | 0    | -     | - | -             | -             | -             | -             | -             | - | -     | 41    | 15    | 16    | 10  | 49.6%       | 43      | 32      | +11     |         |         |         |         |
| Amiens SC Francia          | 2.ª                 | 2008-09             | 38    | 9    | 16   | 13   | 18.º | 2     | 0    | 0    | 2    | -     | - | -             | -             | -             | -             | -             | - | -     | 40    | 9     | 16    | 15  | 35.83%      | 37      | 44      | -7      |         |         |         |         |
| Amiens SC Francia          | Total               | Total               | 38    | 9    | 16   | 13   | -    | 2     | 0    | 0    | 2    | -     | - | -             | -             | -             | -             | -             | - | -     | 40    | 9     | 16    | 15  | 35.83%      | 37      | 44      | -7      |         |         |         |         |
| AC Arles-Avignon Francia   | 2.ª                 | 2011-12             | 23    | 7    | 14   | 2    | 13.º | -     | -    | -    | -    | -     | - | -             | -             | -             | -             | -             | - | -     | 23    | 7     | 14    | 2   | 50.72%      | 22      | 20      | +2      |         |         |         |         |
| AC Arles-Avignon Francia   | 2.ª                 | 2012-13             | 13    | 3    | 4    | 6    | Inc. | 4     | 3    | 0    | 1    | -     | - | -             | -             | -             | -             | -             | - | -     | 17    | 6     | 4     | 7   | 43.13%      | 17      | 24      | -7      |         |         |         |         |
| AC Arles-Avignon Francia   | Total               | Total               | 36    | 10   | 18   | 8    | -    | 4     | 3    | 0    | 1    | -     | - | -             | -             | -             | -             | -             | - | -     | 40    | 13    | 18    | 9   | 47.5%       | 39      | 44      | -5      |         |         |         |         |
| GFCO Ajaccio Francia       | 2.ª                 | 2012-13             | 13    | 2    | 2    | 9    | 20.º | -     | -    | -    | -    | -     | - | -             | -             | -             | -             | -             | - | -     | 13    | 2     | 2     | 9   | 20.51%      | 10      | 19      | -9      |         |         |         |         |
| GFCO Ajaccio Francia       | 3.ª                 | 2013-14             | 34    | 17   | 9    | 8    | 3.º  | 1     | 0    | 1    | 0    | -     | - | -             | -             | -             | -             | -             | - | -     | 35    | 17    | 10    | 8   | 58.09%      | 47      | 29      | +18     |         |         |         |         |
| GFCO Ajaccio Francia       | 2.ª                 | 2014-15             | 38    | 18   | 11   | 9    | 2.º  | 3     | 0    | 1    | 2    | -     | - | -             | -             | -             | -             | -             | - | -     | 41    | 18    | 12    | 11  | 53.66%      | 51      | 42      | +9      |         |         |         |         |
| GFCO Ajaccio Francia       | 1.ª                 | 2015-16             | 38    | 8    | 13   | 17   | 19.º | 5     | 3    | 0    | 2    | -     | - | -             | -             | -             | -             | -             | - | -     | 43    | 11    | 13    | 19  | 35.66%      | 44      | 63      | -19     |         |         |         |         |
| GFCO Ajaccio Francia       | Total               | Total               | 123   | 45   | 35   | 43   | -    | 9     | 3    | 2    | 4    | -     | - | -             | -             | -             | -             | -             | - | -     | 132   | 48    | 37    | 47  | 45.7%       | 152     | 153     | -1      |         |         |         |         |
| Racing Estrasburgo Francia | 2.ª                 | 2016-17             | 38    | 19   | 10   | 9    | 1.º  | 6     | 4    | 1    | 1    | -     | - | -             | -             | -             | -             | -             | - | -     | 44    | 23    | 11    | 10  | 60.6%       | 71      | 52      | +19     |         |         |         |         |
| Racing Estrasburgo Francia | 1.ª                 | 2017-18             | 38    | 9    | 11   | 18   | 15.º | 6     | 3    | 1    | 2    | -     | - | -             | -             | -             | -             | -             | - | -     | 44    | 12    | 12    | 20  | 36.36%      | 55      | 76      | -21     |         |         |         |         |
| Racing Estrasburgo Francia | 1.ª                 | 2018-19             | 38    | 11   | 16   | 11   | 11.º | 7     | 4    | 2    | 1    | -     | - | -             | -             | -             | -             | -             | - | -     | 45    | 15    | 18    | 12  | 46.66%      | 67      | 54      | +13     |         |         |         |         |
| Racing Estrasburgo Francia | 1.ª                 | 2019-20             | 27    | 11   | 5    | 11   | 10.º | 5     | 3    | 1    | 1    | 6     | 4 | 0             | 2             | 4ªR           | -             | -             | - | -     | 38    | 18    | 6     | 14  | 52.63%      | 50      | 43      | +7      |         |         |         |         |
| Racing Estrasburgo Francia | 1.ª                 | 2020-21             | 38    | 11   | 9    | 18   | 15.º | 1     | 0    | 0    | 1    | -     | - | -             | -             | -             | -             | -             | - | -     | 39    | 11    | 9     | 19  | 35.9%       | 49      | 60      | -11     |         |         |         |         |
| Racing Estrasburgo Francia | Total               | Total               | 179   | 61   | 51   | 67   | -    | 25    | 14   | 5    | 6    | 6     | 4 | 0             | 2             | -             | -             | -             | - | -     | 210   | 79    | 56    | 75  | 46.51%      | 292     | 285     | +7      |         |         |         |         |
| Paris FC Francia           | 2.ª                 | 2021-22             | 38    | 20   | 10   | 8    | 4.º  | 2     | 1    | 1    | 0    | -     | - | -             | -             | -             | 1             | 0             | 0 | 1     | 41    | 21    | 11    | 9   | 60.16%      | 71      | 39      | +32     |         |         |         |         |
| Paris FC Francia           | 2.ª                 | 2022-23             | 38    | 15   | 10   | 13   | 7.º  | 5     | 4    | 1    | 0    | -     | - | -             | -             | -             | -             | -             | - | -     | 43    | 19    | 11    | 13  | 52.72%      | 58      | 46      | +12     |         |         |         |         |
| Paris FC Francia           | Total               | Total               | 76    | 35   | 20   | 21   | -    | 7     | 5    | 2    | 0    | -     | - | -             | -             | -             | 1             | 0             | 0 | 1     | 84    | 40    | 22    | 22  | 56.35%      | 129     | 85      | +44     |         |         |         |         |
| Total en su carrera        | Total en su carrera | Total en su carrera | 490   | 174  | 154  | 162  | -    | 50    | 26   | 11   | 13   | 6     | 4 | 0             | 2             | -             | 1             | 0             | 0 | 1     | 547   | 204   | 165   | 178 | 47.34%      | 692     | 643     | +49     |         |         |         |         |
| 1. 2. 3.                   |                     |                     |       |      |      |      |      |       |      |      |      |       |   |               |               |               |               |               |   |       |       |       |       |     |             |         |         |         |         |         |         |         |

#### Resumen por competiciones
| Competición                | Partidos | Ganados | Empatados | Perdidos | Ganados % |
| -------------------------- | -------- | ------- | --------- | -------- | --------- |
| Championnat National       | 72       | 31      | 23        | 18       | 53.71%    |
| Ligue 2                    | 240      | 93      | 77        | 70       | 49.44%    |
| Ligue 1                    | 179      | 50      | 54        | 75       | 37.99%    |
| Copa de Francia            | 28       | 17      | 4         | 7        | 65.47%    |
| Copa de la Liga de Francia | 22       | 9       | 7         | 6        | 51.52%    |
| Liga Europea de la UEFA    | 6        | 4       | 0         | 2        | 66.67%    |
| Total                      | 547      | 204     | 165       | 178      | 47.34%    |